# Poecilosoma nigerrima
Poecilosoma nigerrima là một loài bướm đêm thuộc phân họ Arctiinae, họ Erebidae.